# Torneo de Washington 2021
El Citi Open 2021 fue un torneo de tenis perteneciente al ATP Tour 2021 en la categoría ATP Tour 500. El torneo tuvo lugar en la ciudad de Washington D. C. (Estados Unidos) desde el 31 de julio hasta el 8 de agosto sobre pistas rápidas.

## Distribución de puntos
| Modalidad            | Campeón | Finalista | Semifinales | Cuartos de final | 2.ª ronda | 1.ª ronda | Clasificados | 2.ª ronda de clasificación | 1.ª ronda de clasificación |
| Individual masculino | 500     | 330       | 200         | 100              | 50        | 0         | 25           | 13                         | 0                          |
| Dobles masculino     | 500     | 300       | 180         | 90               | –         | –         | 45           | 25                         | 0                          |

## Cabezas de serie

### Individuales masculino
| Tenista               | Ranking | Preclasificados |
| Rafael Nadal          | 3       | 1               |
| Félix Auger-Aliassime | 15      | 2               |
| Álex de Miñaur        | 18      | 3               |
| Grigor Dimitrov       | 21      | 4               |
| Jannik Sinner         | 23      | 5               |
| Daniel Evans          | 27      | 6               |
| Cameron Norrie        | 29      | 7               |
| Reilly Opelka         | 36      | 8               |
| Aleksandr Búblik      | 39      | 9               |
| Taylor Fritz          | 42      | 10              |
| John Millman          | 44      | 11              |
| Sebastian Korda       | 47      | 12              |
| Benoît Paire          | 49      | 13              |
| Lloyd Harris          | 51      | 14              |
| Miomir Kecmanović     | 52      | 15              |
| Frances Tiafoe        | 54      | 16              |

- Ranking del 26 de julio de 2021.[2]

### Dobles masculino
| Tenista                     | Ranking | Preclasificados |
| John Peers Filip Polášek    | 36      | 1               |
| Neal Skupski Michael Venus  | 36      | 2               |
| Rohan Bopanna Ivan Dodig    | 53      | 3               |
| Raven Klaasen Ben McLachlan | 61      | 4               |

## Campeones

### Individual masculino
Jannik Sinner venció a  Mackenzie McDonald por 7-5, 4-6, 7-5

### Dobles masculino
Raven Klaasen /  Ben McLachlan vencieron a  Neal Skupski /  Michael Venus por 7-6(7-4), 6-4, 6-4